# Waco CG-13
|}

Waco CG-13 là một loại tàu lượn vận tải quân sự của Hoa Kỳ trong Chiến tranh thế giới II.

## Quốc gia sử dụng
Anh Quốc
- Không quân Hoàng gia

 Hoa Kỳ
- USAAF

## Tính năng kỹ chiến thuật (CG-13A)
Dữ liệu lấy từ The Concise Guide to American Aircraft of World War II
Đặc điểm tổng quát
- Kíp lái: 2
- Sức chứa: 30 - 42 lính (gồm cả kíp lái)
- Chiều dài: 54 ft 4 in (16,56 m)
- Sải cánh: 85 ft 8 in (26,11 m)
- Chiều cao: 20 ft 3 in (6,17 m)
- Diện tích cánh: 873 ft² (81,10 m²)
- Trọng lượng rỗng: 8.700 lb (3.946 kg)
- Trọng lượng có tải: 18.900 (8.572 kg)
- Trọng tải có ích: 10.,200 lb (4.626 kg)

 Hiệu suất bay 
- Vận tốc cực đại: 165 knot (190 mph, 306 km/h)
- Vận tốc tắt ngưỡng: 79 mph (127 km/h)
- Tải trên cánh: 21,65 lb/ft² (105,7 kg/m²)